# Saint-Martin (Antilles Franceses)
Saint-Martin (en francès Collectivité de Saint-Martin) és una col·lectivitat d'ultramar francesa que ocupa la meitat septentrional de l'illa de Sant Martí, a les Antilles. Va pertànyer al departament de Guadeloupe fins al començament del 2007. L'altra meitat de l'illa, Sint Maarten, forma part de les Antilles Neerlandeses. Té una extensió de 53,2 km² i una població de 36.661 el 2008. La capital és Marigot.

## Idioma

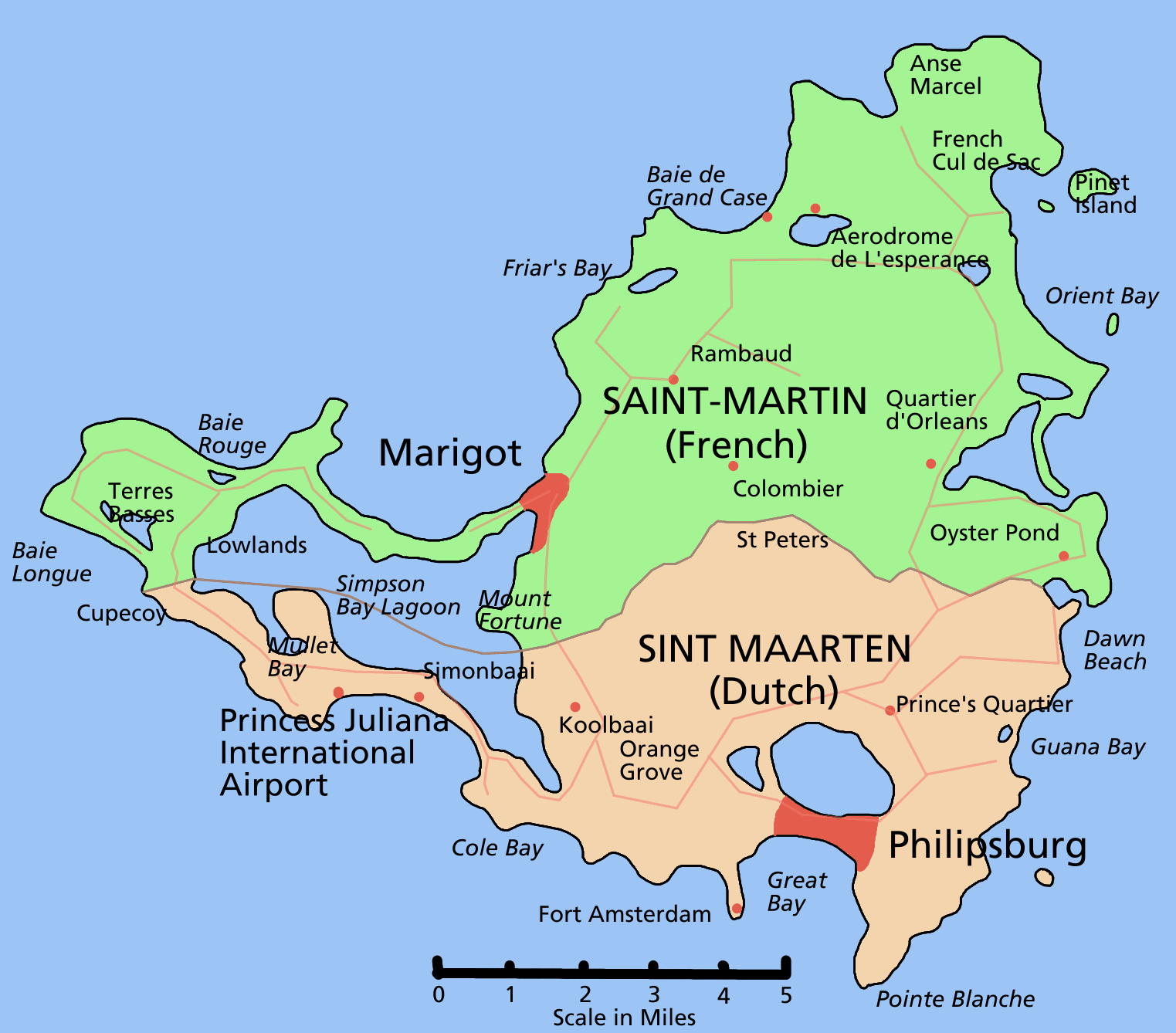
Mapa de l'illa de San Martí (en verd la part francesa)

La llengua oficial és el francès. Nogensmenys, les llengües que s'hi parlen més habitualment, en funció dels seus orígens, són l'anglès, el castellà, el crioll haitià, el crioll de Guadalupe i el neerlandès.

## Evolució demogràfica
| 1962                                       | 1968  | 1975  | 1982  | 1990   | 1999   | 2002   | 2006   |
| ------------------------------------------ | ----- | ----- | ----- | ------ | ------ | ------ | ------ |
| 4 001                                      | 4 992 | 5 550 | 8 072 | 28 518 | 29 078 | 31 397 | 35 263 |
| Des de 1962: població sense dobles comptes |       |       |       |        |        |        |        |